# Trachyuropoda hirschmanni
Trachyuropoda hirschmanni es una especie de arácnido del orden Mesostigmata de la familia Trachyuropodidae.

## Distribución geográfica
Se encuentra en los territorios que antes se llamaban Checoslovaquia.